# Kate del Castillo
Kate del Castillo (Mexikóváros, Mexikó, 1972. október 23. –) mexikói színésznő.

## Élete
Kate del Castillo Kate Trillónak és Eric del Castillónak, a mexikói mozi aranykorának legendájának és az egykori telenovella-színészlegendának a lánya. Két testvére van: nővére Verónica és fél-testvére Ponciano, az apja révén. Del Castillo 1980-ban debütált színésznőként az El último escapében. Az ismertséget 1991-ben Leticia szerepe hozta el a Muchachitas című telenovellában, amely egész Latin-Amerikában népszerű volt. 2002 és 2003 között Saul Lisazóval szerepelt a Cartas de Amorban. 2005. augusztus 22-én jelentették, hogy betörtek a színésznő Los Angeles-i otthonába és elvittek néhány ékszert. A betörés idején Kate a Bordertown – Átkelő a halálba című filmet forgatta Jennifer Lopezszel, amely egy halálesetről szól Ciudad Juárezben. 2007 novemberében ő kapta az egyik Estrellas del Año (Az év csillaga) díjat a People en Español magazintól.

### Magánélete
2001. február 3-án feleségül ment Luis García labdarúgóhoz, de a házasság 2004. szeptember 1-jén válással végződött. 2008. szeptember 8-án bejelentette, hogy Aarón Díaz megkérte a kezét. Az esküvőre 2009 augusztusában került sor Las Vegasban, de 2011. július 26-án bejelentették, hogy elválnak. Jelenleg Los Angelesben él.

## Filmek, telenovellák
| Év        | Cím                             | Eredeti cím                                         | Szerep                                          | Magyar hang        |
| --------- | ------------------------------- | --------------------------------------------------- | ----------------------------------------------- | ------------------ |
| 2024      | A Casagrande család: A film     | The Casagrandes Movie                               | Sisiki (hang)                                   | Solecki Janka      |
| 2024      |                                 | Dora                                                | Ale the Alebrije (hang)                         |                    |
| 2023      |                                 | Dora and the Fantastical Creatures                  | Ale (hang)                                      |                    |
| 2023      |                                 | Volver a caer                                       | Anna Montes de Oca                              |                    |
| 2022      |                                 | Armas De Mujer                                      | Ángela                                          |                    |
| 2022      |                                 | Hunting Ava Bravo                                   | Ava Bravo                                       |                    |
| 2021      |                                 | Maya and the Three                                  | Lady Micte, the Goddess of Death                |                    |
| 2021      |                                 | Mr. Mayor                                           | Victoria Santos                                 |                    |
| 2020      | Bad Boys – Mindörökké rosszfiúk | Bad Boys for Life                                   | Isabel Aretas                                   | Szabó Gabi         |
| 2019      |                                 | El Chicano                                          | Cartel Leader                                   |                    |
| 2018      |                                 | All About Nina                                      | Lake                                            |                    |
| 2017      |                                 | The Day I Met El Chapo: The Kate del Castillo Story | Önmaga                                          |                    |
| 2017–2018 |                                 | Ingobernable                                        | Emilia Urquiza                                  |                    |
| 2016      |                                 | Telenovela                                          | Kate                                            |                    |
| 2016      |                                 | El Americano: The Movie                             | Rayito (hang)                                   |                    |
| 2015      | A harminchármak                 | The 33                                              | Katy Valdivia de Sepúlveda                      | Kisfalvi Krisztina |
| 2015      |                                 | Jane the Virgin                                     | Luciana Leon                                    |                    |
| 2015      |                                 | Dueños del Paraíso                                  | Anastasia Cardona                               |                    |
| 2014      |                                 | Killer Women                                        | Esmeralda Montero                               |                    |
| 2014      |                                 | Visitantes                                          | Ana                                             |                    |
| 2014      | Tomboló bosszúvágy              | No Good Deed                                        | Alexis                                          | Kisfalvi Krisztina |
| 2014      | Az élet könyve                  | The Book Of Life                                    | La Muerte (hang)                                | Náray Erika        |
| 2014      |                                 | El crimen del Cácaro Gumaro                         | Kate / Rosario                                  |                    |
| 2013      |                                 | A Miracle in Spanish Harlem                         | Eva                                             |                    |
| 2013      | Dallas                          |                                                     | Őrmester Marisela Ruiz                          |                    |
| 2012      |                                 | Colosio: El Asesinato                               | Verónica                                        |                    |
| 2012      | Grimm                           |                                                     | Valentina Espinoza                              |                    |
| 2012      |                                 | K-11                                                | Mousey                                          |                    |
| 2011      | CSI: Miami helyszínelők         | CSI: Miami                                          | Anita Torres                                    |                    |
| 2011      |                                 | Without Men                                         | Cleotilde                                       |                    |
| 2011–2023 | Dél királynője                  | La Reina del Sur                                    | Teresa Mendoza "Mexikói"                        | Németh Borbála     |
| 2009      |                                 | El Pantera                                          | Coco                                            |                    |
| 2009      |                                 | Weeds                                               | Pilar Zuazo                                     |                    |
| 2009      |                                 | The Cleaner                                         | Josefina                                        |                    |
| 2009      |                                 | Down For Life                                       | Esther                                          |                    |
| 2008      |                                 | Bad Guys                                            | Zena                                            |                    |
| 2008      | Julia                           | Julia                                               | Elena                                           |                    |
| 2007      |                                 | Under the Same Moon                                 | Rosario                                         |                    |
| 2007      |                                 | The Black Pimpernel                                 | Consuelo                                        |                    |
| 2007      |                                 | El precio de la inocencia / Trade                   | Laura                                           |                    |
| 2006      | Bordertown – Átkelő a halálba   | Bordertown                                          | Elena Diaz                                      |                    |
| 2006      |                                 | Lime Salted Love                                    |                                                 |                    |
| 2005      |                                 | American Visa                                       | Blanca                                          |                    |
| 2004      |                                 | Kate Del Castillo en La Riviera Maya                | Kate                                            |                    |
| 2004      |                                 | Avisos de ocasión                                   | Amanda                                          |                    |
| 2003      |                                 | Bajo la misma piel                                  | Miranda Murillo Ortiz                           |                    |
| 2002      |                                 | American Family                                     | Ofelia                                          |                    |
| 2001      |                                 | El derecho de nacer .... María Elena del Junco      |                                                 |                    |
| 2000      | Ramona                          | Ramona                                              | Ramona Moreno                                   | Kisfalvi Krisztina |
| 1998      | A vipera                        | La Mentira                                          | Verónica Fernández-Negrete de Azúnsolo          | Kisfalvi Krisztina |
| 1997      |                                 | Reclusorio                                          | Estrella Uribe (Segment "Sangre entre Mujeres") |                    |
| 1997      |                                 | Educación sexual en breves lecciones                | Ana                                             |                    |
| 1997      |                                 | Alguna vez tendremos alas                           | Ana Hernández                                   |                    |
| 1996      |                                 | Azul                                                | Alejandra                                       |                    |
| 1995      |                                 | Mujer, casos de la vida real                        |                                                 |                    |
| 1994      |                                 | Imperio de Cristal                                  | Narda Lombardo                                  |                    |
| 1992      |                                 | Mágica juventud                                     | Fernanda                                        |                    |
| 1991      |                                 | Muchachitas                                         | Leticia                                         |                    |
| 1990      |                                 | El útimo escape                                     | Barbara                                         |                    |
| 1978      |                                 | Los de abajo                                        |                                                 |                    |

## Jelentősebb TV vendégszereplései
- 2012: Grimm - "Detective Valentina Espinoza" epizód:: "La Llorona"
- 2011: CSI: Miami helyszínelők - "Anita Torres" epizód:Killer Regrets
- 2009: El Pantera playing "Coco" 2 epizód a 3. évadban "Viene Coco" (5. epizód), and "Cosecha de amapolas" (6. epizód)
- 2009: Nancy ül a fűben - Weeds playing "Pilar Zuazo" 5. évad 6 epizód 2009-ben
- 2005: Premios juventud (TV) .... Hostess
- 2005: Otro Rollo con: Adal Ramones Önmaga
- 2004: Premios Juventud Acceso Total (TV) .... Önmaga
- 2004: Noche de Estrellas: Premios Juventud 2004 (TV) .... Önmaga
- 2004: Premios Juventud (TV) .... Önmaga
- 2004: El Show de Cristina Önmaga: "Kate del Castillo" 2004. december 6.
- 2004: El Show de Cristina Önmaga: "Erick del Castillo: esta es tu vida" June 14, 2004. június 14.
- 2004: La Riviera Maya (TV) .... Kate
- 2000: Otro Rollo con: Adal Ramones Önmaga 2000. március 21.
- 1995: Mujer, casos de la vida real: "Aunque parezca mentira" (epizód # 11.12) 1995